# Türkenfeld
Türkenfeld er en kommune i Landkreis Fürstenfeldbruck der ligger i den vestlige del af Regierungsbezirk Oberbayern i den tyske delstat Bayern.

## Geografi
Türkenfeld ligger omkring 14 km sydvest for Fürstenfeldbruck og 37 km vest for München. Til kommunen hører landsbyerne Burgholz, Klotzau, Türkenfeld, Peutenmühle, Pleitmannswang og Zankenhausen.